# Sylvere Bryan
Pour les articles homonymes, voir Bryan.
Sylvere Bryan, né le 20 mai 1981 à Portsmouth, à la Dominique, est un joueur dominiquais naturalisé français de basket-ball, évoluant au poste de pivot. Il possède également un passeport italien.